# Bildstock (Waldfenster; Zum Lärcheneck 7)

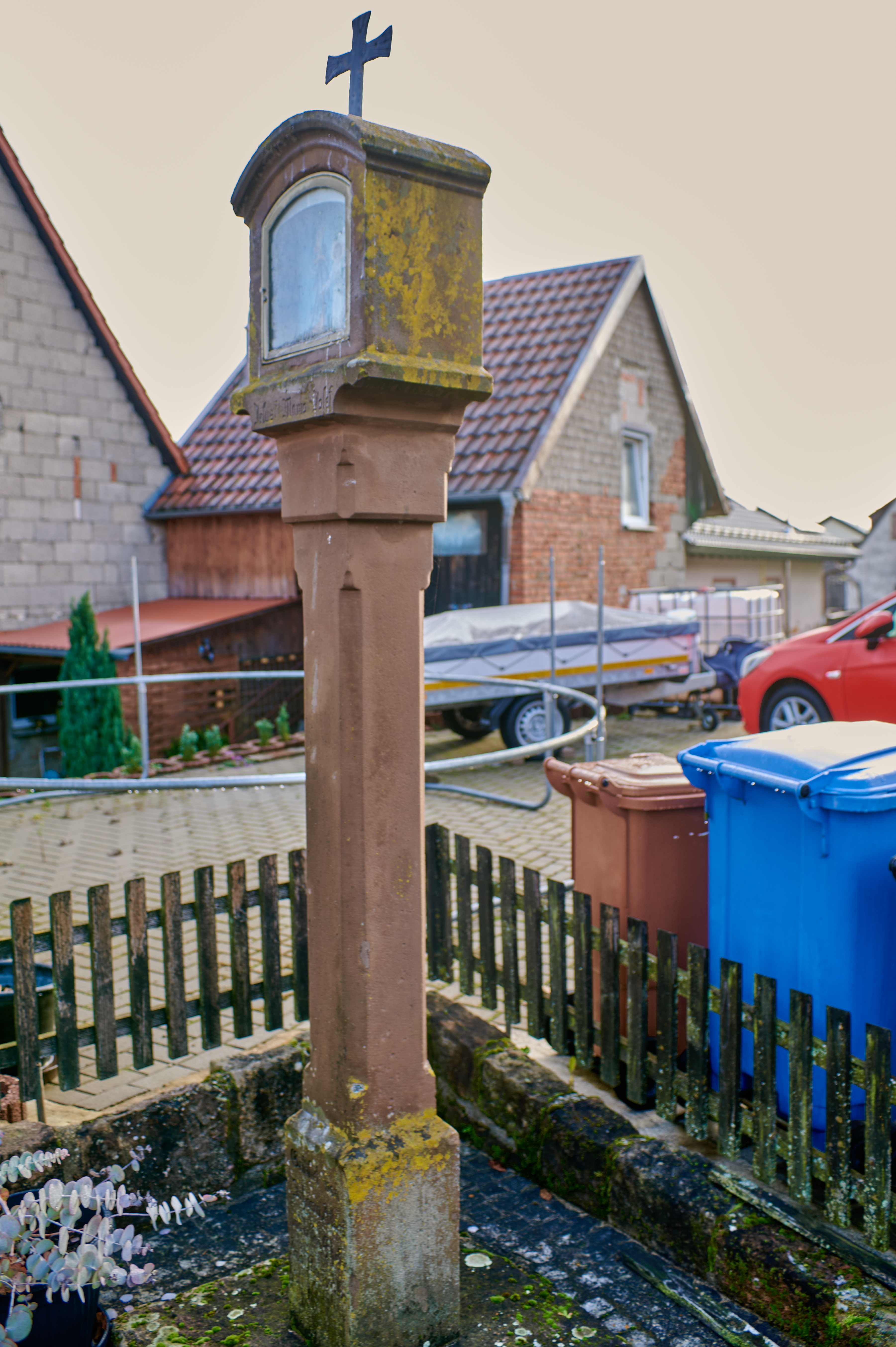
Bildstock in Waldfenster, Zum Lärcheneck 7

Der Bildstock Zum Lärcheneck 7 befindet sich in Waldfenster, einem Gemeindeteil des Marktes Burkardroth im unterfränkischen Landkreis Bad Kissingen an der Straße Zum Lärcheneck 7.
Der Bildstock gehört zu den Baudenkmälern von Burkardroth und ist unter der Nummer D-6-72-117-111 in der Bayerischen Denkmalliste registriert.

## Beschreibung
Der 270 cm hohe Bildstock besteht aus Kalkstein und entstand im Jahr 1885. Der Bildstock wurde im Jahr 1972 umgefahren und von der Firma Heil wieder aufgestellt.
Der Bildstock besteht aus vier Gliedern: einem Trittstein, einem Sockel, einem Schaft mit Aufsatz und einem Betonfundament. Im 30 cm hohen Betonfundament mit den Abmessungen 70 cm × 80 cm ist ein 40 cm hoher prismatischer Sockel aus gelbem Sandstein mit den Abmessungen 25 cm × 25 cm eingelassen. Darauf befindet sich ein 138 cm hoher Vierkantschaft mit den Abmessungen 19 cm × 19 cm mit gebrochenen Kanten und Kapitellimitation. Darauf befindet sich ein 58 cm hohes Tafelhaus mit vorkragendem Bogendach und den Abmessungen 47 cm × 29 cm sowie ein 20 cm hoher Eisenkreuzabschluss.
In der Bildnische befindet sich hinter einer Glasscheibe ein Bild der Heiligen Familie. Der Untertext lautet in lateinischen Großbuchstaben: „JESUS, MARIA, JOSEF“.
Die Sockelinschrift lautet in gotischer Schrift:

„Gestiftet von Johann Albert

und dessen Ehefrau

Anna Maria Albert“

Der Anlass für die Stiftung des Bildstocks war die Heilung von chronischem Nasenbluten.